# Bruno Cappelozza
 Bruno Henrique Cappelozza (ur. 20 maja 1989 w Jaú)  – brazylijski zawodnik mieszanych sztuk walki (MMA) walczący w kategorii półciężkiej i ciężkiej. Od 2021 roku jest zawodnikiem amerykańskiej organizacji PFL, gdzie w 2021 roku wygrał turniej w wadze ciężkiej.
W 2015 roku był ćwierćfinalistą turnieju Rizin FF World Grand Prix wagi ciężkiej.

## Wczesne życie
Cappelozza urodził się w Jaú, w brazylijskim São Paulo, gdzie rozpoczął treningi mieszanych sztuk walki. Pierwszy kontakt ze sztukami walki miał w wieku 7 lat, trenując takie dyscypliny jak karate, judo i capoeirę. W późniejszym czasie rozpoczął treningi muay thai, ostatecznie wybierając MMA.

## Osiągnięcia

### Mieszane sztuki walki
- Jungle Fight
  - 2015: Mistrz Jungle Fight w limicie -100 kg
  - 2017: Mistrz Jungle Fight w wadze półciężkiej
- Rizin Fighting Federation
  - 2015: Ćwierćfinalista turnieju Rizin FF World Grand Prix wagi ciężkiej
- Demolidor Fight
  - 2017: Mistrz Demolidor Fight w wadze półciężkiej
- Professional Fighters League
  - 2021: Zwycięzca turnieju PFL w wadze ciężkiej[6]

## Lista zawodowych walk w MMA
| Wynik     | Bilans   | Przeciwnik (bilans przed walką) | Rozstrzygnięcie                                               | Runda | Czas | Rozgrywki                                   | Data       | Miejsce         | Uwagi |
| --------- | -------- | ------------------------------- | ------------------------------------------------------------- | ----- | ---- | ------------------------------------------- | ---------- | --------------- | --- |
| Przegrana | 15-7 (1) | Wadim Niemkow (17-2. 1 NC)      | Poddanie (duszenie trójkątne rękoma)                          | 2     | 2:13 | PFL vs. Bellator: CHAMPS                    | 24.02.2024 | Rijad           | Pojedynek o superpas „Mistrz PFL kontra Mistrz Bellator”. |
| Nieodbyta | 15-6 (1) | Matheus Scheffel (17-9. 1NC)    | No Contest                                                    | 1     | 2:15 | PFL 2: 2023 Regular Season                  | 07.03.2023 | Las Vegas       | Pierwotnie zwycięstwo Cappelozzy przez TKO w 1 rundzie. Po wykryciu w organizmie Brazylijczyka drostanolonu werdykt pojedynku zmieniono na nieodbyty. Playoffy sezonu regularnego PFL 2023 w wadze ciężkiej |
| Przegrana | 15-6     | Matheus Scheffel (15-8. 1NC)    | Decyzja (jednogłośna)                                         | 3     | 5:00 | PFL 5: 2022 Regular Season                  | 24.06.2022 | Atlanta         | Playoffy sezonu regularnego PFL 2022 w wadze ciężkiej |
| Wygrana   | 15-5     | Stuart Austin (15-7)            | TKO (ciosy pięściami)                                         | 1     | 4:24 | PFL 2: 2022 Regular Season                  | 28.04.2022 | Arlington       | Playoffy sezonu regularnego PFL 2022 w wadze ciężkiej |
| Wygrana   | 14-5     | Ante Delija (19-4)              | Decyzja (jednogłośna)                                         | 5     | 5:00 | PFL 2021 #10: Championships                 | 27.10.2021 | Fort Lauderdale | Wygrał turniej PFL 2021 w wadze ciężkiej |
| Wygrana   | 13-5     | Jamelle Jones (12-6)            | TKO (ciosy pięściami)                                         | 2     | 1:33 | PFL 2021 #8: Playoffs                       | 19.08.2021 | Hollywood       | Półfinał turnieju PFL 2021 w wadze ciężkiej. |
| Wygrana   | 12-5     | Muhammed DeReese (8-3)          | TKO (wysokie kopnięcie na głowę i ciosy pięściami w parterze) | 1     | 2:21 | PFL 2021 #6: Regular Season                 | 25.06.2021 | Atlantic City   | Playoffy sezonu regularnego PFL 2021 w wadze ciężkiej. |
| Wygrana   | 11-5     | Ante Delija (17-3)              | KO (ciosy pięściami)                                          | 1     | 0:46 | PFL 2021 #3: Regular Season                 | 06.05.2021 | Atlantic City   | Debiut w PFL. Playoffy sezonu regularnego PFL 2021 w wadze ciężkiej |
| Przegrana | 10-5     | Jiří Procházka (20-3-1)         | KO (ciosy pięściami)                                          | 1     | 1:23 | Rizin 11                                    | 29.07.2018 | Saitama         | |
| Wygrana   | 10-4     | Lucas Rosa (4-3)                | TKO (ciosy pięściami)                                         | 1     | 3:02 | Gladiator MMA 3                             | 16.10.2017 | São Paulo       | |
| Wygrana   | 9-4      | Devani Martins Jr. (3-2)        | TKO (kolano i ciosy pięściami w parterze)                     | 1     | 0:07 | Demolidor Fight 10                          | 12.08.2017 | São Paulo       | Zdobył wakujący pas mistrzowski Demolidor Fight w wadze półciężkiej. |
| Wygrana   | 8-4      | Klidson Abreu (8-1)             | TKO (ciosy pięśćiami)                                         | 3     | 3:08 | Jungle Fight 87                             | 21.05.2016 | São Paulo       | Powrót do kategorii półciężkiej. Zdobył wakujący pas mistrzowski Jungle Fight w wadze półciężkiej. |
| Przegrana | 7-4      | Teodoras Aukštuolis (7-2)       | KO (ciosy pięściami)                                          | 1     | 3:32 | RIZIN Fighting World Grand Prix 2015: Day 1 | 29.12.2015 | Saitama         | Ćwierćfinał turnieju Rizin FF World Grand Prix w wadze ciężkiej. Debiut w Rizin FF. |
| Wygrana   | 7-3      | Sandro Bezerra (6-0)            | TKO (ciosy pięściami)                                         | 1     | 4:17 | Jungle Fight 82                             | 24.10.2015 | São Paulo       | Zdobył pas mistrzowski Jungle Fight w limicie -100 kg. |
| Wygrana   | 6-3      | Marco Talebi Paulo (0-0)        | KO (ciosy pięściami)                                          | 1     | 0:20 | Gladiator MMA 2                             | 18.07.2015 | São Paulo       | |
| Wygrana   | 5-3      | David Teixeira (3-0)            | TKO (ciosy pięściami)                                         | 2     | N/A  | Gladiator MMA                               | 25.10.2014 | São Paulo       | |
| Wygrana   | 4-3      | Vagner Curió (8-8)              | TKO (ciosy pięściami)                                         | 1     | N/A  | Real Fight 9                                | 15.06.2013 | São Paulo       | |
| Przegrana | 3-3      | Emiliano Sordi (5-2)            | Poddanie (duszenie gilotynowe)                                | 1     | 0:34 | Jungle Fight 35                             | 07.12.2011 | Rio de Janeiro  | |
| Wygrana   | 3-2      | Dirlei Broenstrup (5-0)         | TKO (niezdolność do kontynuowania walki)                      | 3     | 2:46 | Jungle Fight 32                             | 10.09.2011 | São Paulo       | |
| Wygrana   | 2-2      | Jackson Mora Rodriguez (6-11-1) | KO (ciosy pięściami)                                          | 1     | 4:28 | Jungle Fight 28                             | 21.05.2011 | Rio de Janeiro  | |
| Wygrana   | 1-2      | Marcelo Cruz (2-1)              | TKO (niskie kopnięcia i ciosy pięściami w parterze)           | 3     | 1:53 | Jungle Fight 26                             | 02.04.2011 | São Paulo       | |
| Przegrana | 0-2      | Nelson Martins (5-4)            | Dyskwalfikacja (niedozwolone ciosy)                           | 1     | 1:58 | Jungle Fight 24                             | 18.12.2010 | Rio de Janeiro  | Debiut w Jungle Fight. |
| Przegrana | 0-1      | João Paulo Pereira (4-1)        | Poddanie (duszenie trójkątne rękoma)                          | 1     | 3:34 | Predador FC 17                              | 11.12.2010 | São Paulo       | Debiut w zawodowym MMA i wadze półciężkiej. |